# Čul'ča
Il Čul'ča (in russo Чульча? è un fiume nella parte asiatica della Russia, nella Siberia meridionale. Affluente di destra del Čulyšman, scorre nell'Ulaganskij rajon della Repubblica dell'Altaj.

## Geografia

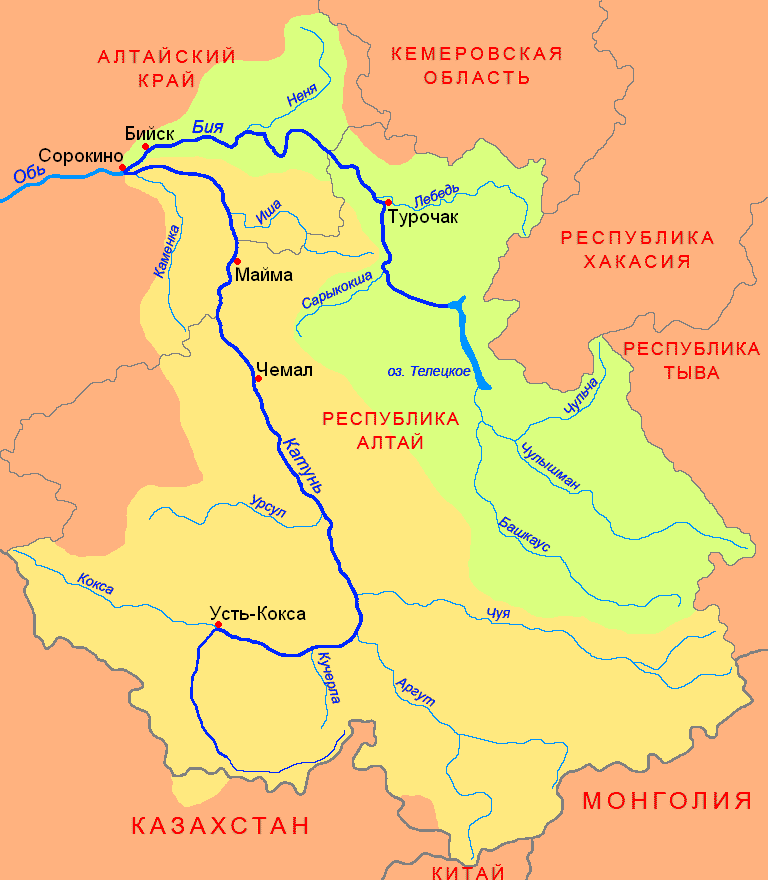
Bacino del Katun' e della Bija (visibile a destra il corso del Čulyšman e del suo affluente Čul'ča).

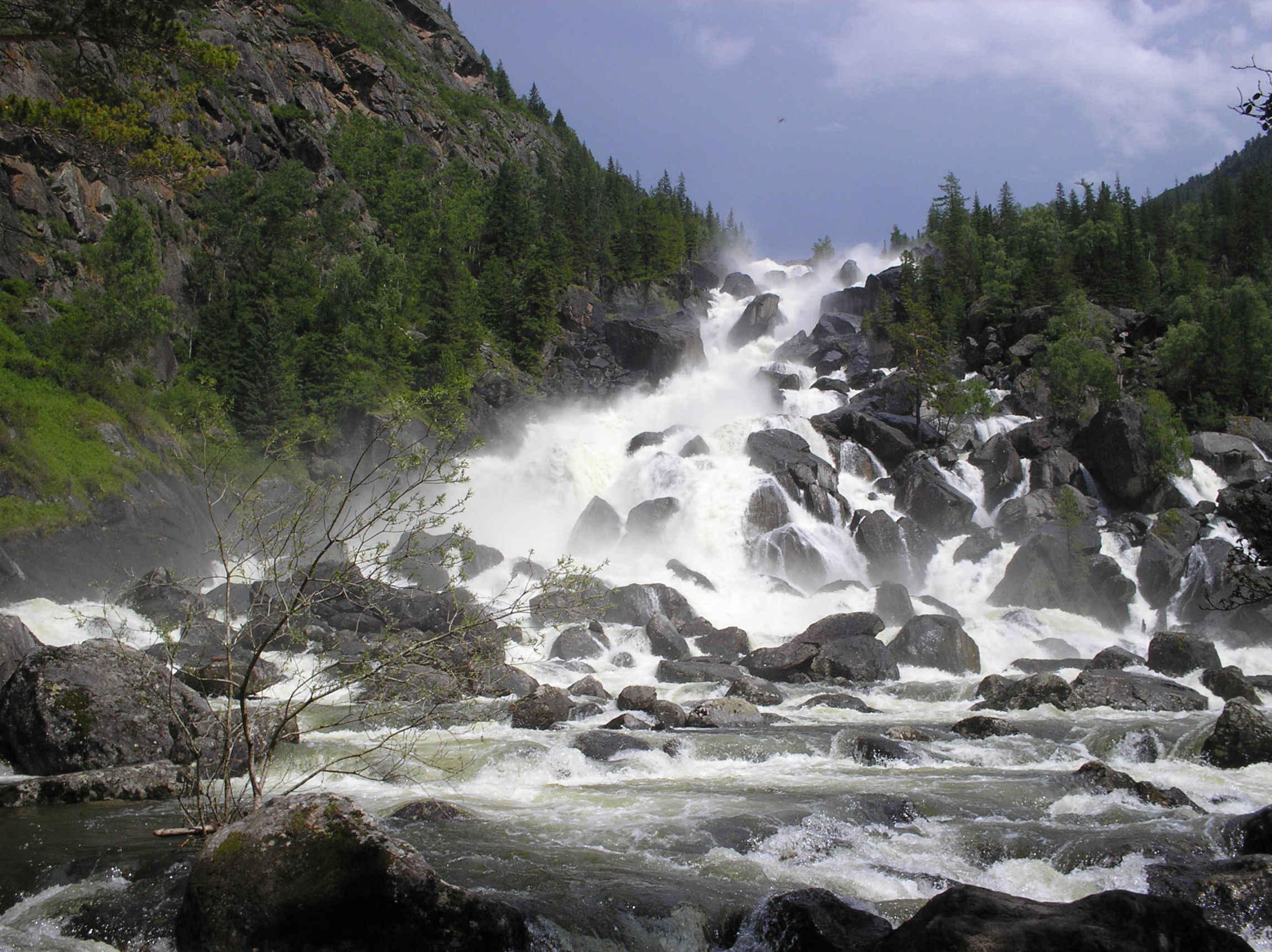
La cateratta Učar

Il Čul'ča ha origine dal lago Itykul' (озеро Итыкуль) sul versante occidentale dei monti Šapšal, a un'altezza di 1 663 m, e sfocia nel fiume Čulyšman, a 490 m di altitudine, 47 km prima che quest'ultimo si immetta del lago Teleckoe. La lunghezza del fiume è di 72 km, l'area del bacino è di 2 350 km².
Il fiume si trova interamente all'interno della Riserva naturale dell'Altaj (Алтайский заповедник).
Un'attrazione lungo il Čul'ča è la cascata Učar, una cateratta alta 160 m situata una decina di chilometri prima della confluenza nel Čulyšman.